# Siegfried Heimann

Siegfried Heimann (März 2024)

Siegfried Heimann (* 14. September 1939 in Langenau) ist ein deutscher Historiker und Politikwissenschaftler.

## Leben
Heimann wuchs in Görlitz auf, bestand 1957 das Abitur und ging in die Bundesrepublik Deutschland. Dort absolvierte er ein Studium der Geschichte, Germanistik und Philosophie an den Universitäten in Münster, Berlin und London. Er wurde zum Dr. phil. promoviert. Nach seiner Habilitation erlangte er die Lehrbefähigung für Politische Wissenschaft.
Heimann ist Privatdozent (entpflichtet) am Fachbereich für Politik- und Sozialwissenschaften des Otto-Suhr-Institutes der FU Berlin. Von 1997 bis 2009 hielt er Vorlesungen an der German Studies faculty der Berliner Niederlassung des Dartmouth College. Er ist Mitherausgeber der Fachzeitschrift WerkstattGeschichte und hat Schriften zur Geschichte der Weimarer Republik, zu den Parteien nach 1945 und zu den preußischen Parlamenten veröffentlicht. Des Weiteren verfasste er Abhandlungen zur Geschichte Berlins, besonders zur Nachkriegszeit und über die SPD in Ost-Berlin.
Heimann trat am 1. Mai 1965 in die SPD ein. Er war seit den 1990er Jahren Mitglied der Historischen Kommission der SPD und von 1998 bis 2015 Vorsitzender der Historischen Kommission der SPD Berlin.

## Veröffentlichungen (Auswahl)
- Parteienhandbuch. Die Parteien der Bundesrepublik Deutschland 1945–1980. Teilband 1: AUD bis CDU. (= Schriften des Zentralinstituts für Sozialwissenschaftliche Forschung der Freien Universität Berlin. Band 38). Westdeutscher Verlag, Opladen 1986, ISBN 3-531-11838-2.
- Der Preußische Landtag 1899–1947. Eine politische Geschichte. Ch. Links, Berlin 2011, ISBN 978-3-86153-648-2.
- Arbeiterbewegung in Berlin. Der historische Reiseführer. Ch. Links, Berlin 2012, ISBN 978-3-86153-691-8. (zusammen mit Helga Grebing)
- Der ehemalige Preußische Landtag. Eine politische Geschichte des heutigen Abgeordnetenhauses von Berlin 1947 bis 1993. Ch. Links, Berlin 2014, ISBN 978-3-86153-804-2.